# Naguib-Richieri-Costa-Syndrom
Das Naguib-Richieri-Costa-Syndrom ist eine sehr seltene angeborene Erkrankung mit den Hauptmerkmalen Hypertelorismus, Hypospadie und Polydaktylie. (2)
Synonyme sind: Akro-Fronto-Fazio-Nasale Dysplasie; englisch acrofrontofacionasal dysostosis type 2; Acrofrontofacionasal syndrome type 2; AFFN Dysostosis; AFFND2
Der Begriff wurde im Jahre 1992 durch den Humangenetiker Ahmad S. Teebi aus Kuweit geprägt als Referenz an die Erstbeschreiber, den kuwaitischen Humangenetiker K. K. Naguib (1988) und den brasilianischen Arzt A. Richieri-Costa und Mitarbeiter (1989).

## Verbreitung
Die Häufigkeit wird mit unter 1 zu 1.000.000 angegeben, bislang wurden nur wenige betroffene Familien beschrieben. Die Vererbung erfolgt autosomal-rezessiv.

## Ursache
Die Ursache ist bislang nicht bekannt.

## Klinische Erscheinungen
Klinische Kriterien sind:
- Gesichtsdysmorphie mit weiter frontaler Fontanelle, flachem Hinterhauptbein, Hypertelorismus, Ptosis, breite Nasenwurzel, langes Philtrum und abnormal ansetzende Ohrmuscheln
- Hypospadie
- an den Akren Syndaktylie der Finger, breite Daumen oder Großzehen, präaxiale Polydactylie